# Marcus Carr
Marcus Joshua Carr (geboren am 6. Juni 1999 in Toronto, Ontario) ist ein kanadischer Profi-Basketballspieler für Hapoel Nofar Energy Galil Elion aus der Ligat Winner Sal. Zuvor spielte er College-Basketball für die Texas Longhorns in der Big 12 Conference sowie für die Pittsburgh Panthers und die Minnesota Golden Gophers.

## High School Karriere
In seinen ersten beiden Jahren an der High School spielte Carr für die St. Michael's College School in Toronto. Als Neuling führte er sein Team ins Viertelfinale des Turniers der Ontario Federation of School Athletic Associations (OFSAA). Carr erzielte bis zu 49 Punkte in einem einzigen Spiel. 2015 gewann er die Ontario All-Catholic Classic und wurde zum wertvollsten Spieler (MVP) ernannt, nachdem er im Finale 16 Punkte erzielt hatte. Im zweiten Studienjahr erzielte Carr durchschnittlich 16 Punkte, vier Rebounds und fünf Assists pro Spiel. Er verlor in der Saison nur ein Spiel, und zwar gegen die Roman Catholic High School, und gewann den OFSAA-Titel.
Vor seinem Juniorjahr wechselte Carr zur Montverde Academy, einer Schule in Montverde, Florida, mit einem renommierten Basketballprogramm. Er wurde von Montverde angezogen, weil seine Großmutter in Orlando, Florida, lebte. Carr verpasste jedoch seine gesamte Junior-Saison mit einem gerissenen Kreuzband. Als Senior erzielte er durchschnittlich 9,1 Punkte, 3,5 Rebounds und 3,7 Assists pro Spiel und spielte im selben Team wie der Top-Rekrut der Klasse 2018, RJ Barrett. Sein Team, das zu den besten des Landes gehörte, erzielte eine Bilanz von 26:5 und wurde Vizemeister bei den High School Nationals. Am Ende der Saison spielte er im BioSteel All-Canadian Game. Carr war ein Drei-Sterne-Rekrut und entschied sich für Pittsburgh, nachdem er unter anderem Angebote von Cincinnati, Houston und Virginia Tech erhalten hatte. Er galt als Drei-Sterne-Rekrut und wurde als der 146. beste Kandidat seiner Klasse eingestuft.

## College Karriere
Carr begann seine College-Karriere an der University of Pittsburgh. Als Neuling spielte er in allen 32 Spielen von Pittsburgh, wobei er 27 Mal startete, und erzielte durchschnittlich 10,0 Punkte, 4,0 Assists und 2,8 Rebounds pro Spiel. Carr kündigte an, dass er das Programm verlassen würde, nachdem Cheftrainer Kevin Stallings am Ende der Saison, die die Panthers mit einem enttäuschenden Ergebnis von 8-24 beendeten, gefeuert wurde. Carr verpflichtete sich, an die University of Minnesota zu wechseln.
Carr setzte aufgrund der NCAA-Transferregeln ein Jahr aus, nachdem sein Antrag auf eine Ausnahmegenehmigung, die es ihm erlaubt hätte, sofort zu spielen, abgelehnt worden war. In dem Jahr, in dem er pausierte, spielte er im Scout-Team gegnerische Guards wie Carsen Edwards nach. Am 15. Dezember 2019 erzielte Carr 35 Punkte bei einem 84:71-Sieg gegen den Drittplatzierten Ohio State. Am 15. Januar 2020 erzielte Carr 27 Punkte bei einem 75:69-Sieg gegen Penn State. Am Ende der regulären Saison wurde Carr von den Medien in das Third Team All-Big Ten gewählt und von den Trainern als Honorable Mention All-Conference ausgezeichnet. Er erzielte durchschnittlich 15,4 Punkte, 5,3 Rebounds und 6,5 Assists pro Spiel und stellte mit 207 Assists einen Saisonrekord auf. Nach der Saison meldete sich Carr für den NBA-Draft 2020 an, unterschrieb aber nicht bei einem Agenten. Am 1. August gab er bekannt, dass er sich aus dem Draft zurückziehen und für seine Junior-Saison nach Minnesota zurückkehren würde.
Bei seinem Debüt in der Junioren-Saison am 25. November 2020 erzielte Carr 35 Punkte, sieben Rebounds und vier Assists bei einem 99:69-Sieg gegen Green Bay. Am 27. Februar 2021 erzielte er 41 Punkte bei einer 78:74-Niederlage gegen Nebraska. Carr wurde als Junior in das Third Team der Big Ten gewählt, nachdem er durchschnittlich 19,4 Punkte, 4,0 Rebounds und 4,9 Assists pro Spiel gemacht hatte. Nach der Saison wechselte er nach Texas. Als Senior wurde Carr in das Third Team All-Big 12 berufen. Er kehrte für seine letzte Spielzeit zurück und übertraf zu Beginn der Saison die 2.000-Punkte-Marke.
In seiner letzten Saison stand Carr in allen 38 Spielen in der Startformation und erzielte in 33,9 Minuten Spielzeit durchschnittlich 15,9 Punkte, 3,0 Rebounds und 4,1 Assists pro Spiel. Carr wurde in das All-Big 12 Preseason Team, das All-Big 12 First-Team und das Big 12 All-Tournament Team gewählt. Am Ende der Saison meldete sich Carr für den NBA-Draft an.

## Professionelle Basketball Karriere
Nachdem er in der NBA-Draft nicht gedraftet wurde, unterschrieb Carr bei den Phoenix Suns als nicht gedrafteter Free Agent. Carr spielte 4 Spiele für die Suns in der Summer League 2023. Er erzielte durchschnittlich 1,5 Punkte, 1,5 Rebounds und 1,8 Assists pro Spiel in 11,5 Minuten pro Spiel.
Am 3. August 2023 unterzeichnete Carr seinen ersten Profivertrag in Übersee beim griechischen Traditionsverein Aris Thessaloniki. Carr bestritt 10 Spiele für Aris, bevor sich seine Wege im Dezember 2023 trennten. In 22,4 Minuten pro Spiel erzielte er durchschnittlich 7,4 Punkte, 1,4 Rebounds und 1,8 Assists pro Spiel.
Am 14. Dezember 2023 unterschrieb Carr bei Bnei Herzliya aus der ersten israelischen Basketball-Liga.
Am 16. Juli 2024 unterschrieb Carr bei den Vancouver Bandits der Canadian Elite Basketball League für den Rest der CEBL-Saison 2024.
Am 16. Juli 2024 unterschrieb Carr bei Hapoel Nofar Energy Galil Elion in der Ligat Winner Sa (Israelische Basketball Premier League).
Am 17. Juni 2025 unterschrieb Carr bei den Brampton Honey Badgers aus der Canadian Elite Basketball League für den Rest der Saison 2025 in der CEBL.
Zur Saison 2025/26 wechselte Marcus Carr in die easycredit Basketball-Bundesliga zu den Fit/One Würzburg Baskets.